# Space Symphony Maetel - Galaxy Express 999 Outside
Space Symphony Maetel - Galaxy Express 999 Outside (宇宙交響詩メーテル ～銀河鉄道999外伝～,?, Uchū kōkyōshi Maetel ~Ginga tetsudō 999 gaiden~) è un anime televisivo in 13 puntate realizzato nel 2004, su soggetto originale di Leiji Matsumoto. In Italia è edito in DVD dalla Yamato Video.
Essendo sia prequel di Galaxy Express 999 che sequel di Maetel Legend - Sinfonia d'inverno (il quale è comunque un prequel dello stesso Galaxy), spiega molte cose degli antefatti della storia originale, ed è inoltre collegato anche a Queen Millennia (lungometraggio tratto dalla serie animata La regina dei mille anni).

## Trama
Maetel è la figlia della regina Ra Andromeda Promethium del pianeta Lahmetal, un pianeta errante, nonché uno dei primi gruppi civilizzati che hanno meccanicizzato i propri corpi. Infatti, la regina Promethium nel tentativo di salvare i suoi sudditi dal clima impietoso del pianeta, aveva deciso di meccanizzare tutto; ma gli uomini meccanici di Lahmetal iniziarono a meccanicizzare lo spazio galassia dopo galassia contro il volere di molti esseri umani, scatenando così numerose rivolte. Maetel viene richiamata su Lahmetal per succedere alla madre, dove scopre le grandi sofferenze causate da quest'ultima. I pirati Harlock ed Emeraldas (sorella di Maetel) lavorano assieme per assassinare Promethium, e chiedono a Maetel di farlo.

## Personaggi
Maetel, doppiata da: Satsuki Yukino (giapponese), Debora Magnaghi (italiano)
Esmeralda, doppiata da: Kikuko Inoue (giapponese), Alessandra Karpoff (italiano)
Capitan Harlock, doppiato da: Eiji Takemoto (giapponese), Alessandro Maria D'Errico (italiano)
Larela, doppiata da: Mika Kanai (giapponese), Benedetta Ponticelli (italiano)
Yattaran, doppiato da: Takeharu Onishi (giapponese), Diego Sabre (italiano)
Tochiro, doppiato da: Kappei Yamaguchi (giapponese), Luca Bottale (italiano)
Yayoi, doppiata da: Masako Ikeda (giapponese), Maddalena Vadacca (italiano)
Leopard, doppiato da: Yasunori Matsumoto (giapponese), Marco Balzarotti (italiano)
Nazca, doppiato da: Atsushi Imaruoka (giapponese), Massimo Di Benedetto (italiano)
Alina, doppiata da: Minori Chihara (giapponese), Patrizia Scianca (italiano)
Oliver, doppiato da: Junko Minagawa (giapponese), Renato Novara (italiano)
Tess, doppiata da: Ai Shimizu (giapponese), Tosawi Piovani (italiano)
Ramper, doppiato da: Susumu Chiba (giapponese), Daniele Demma (italiano)
Burn, doppiato da: Takashi Nagasako (giapponese), Dario Oppido (italiano)

## Episodi
| Nº | Titolo italiano Giapponese 「Kanji」 - Rōmaji                                                           | In onda           | In onda          |
| Nº | Titolo italiano Giapponese 「Kanji」 - Rōmaji                                                           | Giapponese        | Italiano         |
| 1  | Un viaggio voluto dal destino 「“運命”の旅立ち」 - "Unmei" no tabidachi                                 | 6 agosto 2004     | 20 ottobre 2011  |
| 2  | L'ardore di Nazca 「ナスカの“熱情”」 - Nasuka no "netsujō"                                              | 13 agosto 2004    | 20 ottobre 2011  |
| 3  | La notte che precede la rivoluzione 「“革命”前夜」 - "Kakumei" zenya                                    | 20 agosto 2004    | 27 ottobre 2011  |
| 4  | Rapsodia color dell'oro 「黄金色の“ラプソディ”」 - Koganeiro no "rapusodei"                             | 27 agosto 2004    | 27 ottobre 2011  |
| 5  | Il flauto magico di Promethium 「プロメシュームの“魔笛”」 - Puromeshūmu no "mateki"                     | 3 settembre 2004  | 3 novembre 2011  |
| 6  | Requiem per Larela 「ラーレラの“レクイエム”」 - Raarera no "rekuiemu"                                   | 10 settembre 2004 | 3 novembre 2011  |
| 7  | La strada di casa 「“わが祖国”への道」 - "Waga sokoku" heno michi                                       | 17 settembre 2004 | 10 novembre 2011 |
| 8  | Marcia funebre per mia madre 「母への“葬送行進曲”」 - Haha heno "sōsōkōshinkyoku"                       | 24 settembre 2004 | 10 novembre 2011 |
| 9  | La primavera di Lametahl 「ラーメタルの“春”」 - Raametaru no "haru"                                     | 1º ottobre 2004   | 17 novembre 2011 |
| 10 | Il titano dei lampi 「電光の“巨人”」 - Denkō no "kyojin"                                                | 8 ottobre 2004    | 17 novembre 2011 |
| 11 | Leopard l'eroe 「“英雄”レオパルド」 - "Eiyū" Reoparudo                                                  | 15 ottobre 2004   | 24 novembre 2011 |
| 12 | Brano di commiato per i coraggiosi guerrieri 「勇士たちの“別れの曲”」 - Yūshi tachino "wakare no kyoku" | 22 ottobre 2004   | 24 novembre 2011 |
| 13 | Un lontano nuovo mondo 「遥かなる“新世界”」 - Haruka naru "shinsekai"                                   | 29 ottobre 2004   | 1º dicembre 2011 |

### Sigle
Sigla di apertura
- Everlasting Dream di Taro Hakase

Sigla di chiusura
- Galaxy Legend di Takako Uehara